# Candovia coenosa
Candovia coenosa is een insect uit de orde Phasmatodea en de  familie Diapheromeridae. De wetenschappelijke naam van deze soort is voor het eerst geldig gepubliceerd in 1833 door Gray.
1. ↑  (en) Candovia coenosa op de IUCN Red List of Threatened Species.